# C++26
C++26 je neformální jméno pro připravovanou verzi ISO a IEC 14882 normy programovacího jazyka C++, která následuje po C++23. Aktuální draft této verze je N4981.

## Vlastnosti
Mezi změny, které mají být součástí C++26, patří:

### Jazyk
- Nevyhodnocované řetězce
- Přidání znaků @, $ a ` k základní znakové sadě
- constexpr změna typu z void*
- Uživatelsky generované zprávy static_assert
- Zástupné proměnné bez jména
- Zhuštěné indexování
- Atributy pro strukturované vazby
- Chybné chování pro neinicializovaná čtení
- = delete("reason");
- Variadické friend funkce
- constexpr umístění new
- Deklarace strukturované vazby jako podmínka
- Řazení omezení obsahující výrazy s opakovaným použitím operátoru (anglicky fold expressions)
- Smazání ukazatele na neúplný typ musí být chyba
- Strukturované vazby mohou zavést balíček s proměnným počtem prvků (anglicky pack)[2]
- Umožnění vyhazování výjimek při vyhodnocování konstant
- strukturované constexpr vazby a odkazy na constexpr proměnné
- „Vypuštění parametrů bez předchozí čárky je nedoporučované. Zápis (int...) je nekompatibilní s jazykem C, škodlivý v C++ a snadno nahraditelný zápisem (int, ...).“[3]
- Odstranění nedoporučovaných porovnání polí

### Knihovna
- Podpora hašování pro hodnoty třídy std::chrono
- std::is_within_lifetime
- Nativní manipulátory v souborových proudech
- Rozhraní řetězcových proudů s std::string_view
- Rozhraní std::bitset s std::string_view
- Další constexpr v hlavičkových souborech <cmath> a <complex>
- Přidání nových předpon podle SI z roku 2022 násobky: std::quecto, std::ronto, std::ronna a std::quetta
- std::copyable_function
- std::submdspan()
- <debugging>: podpora ladění
- <linalg>: volné rozhraní pro funkce lineární algebry vycházející z BLAS
- Přidán protokol n-tic do std::complex
- views::concat
- Zřetězování řetězců a řetězcových pohledů
- std::ranges::generate_random
- Tisk prázdných řádků funkcí std::println()
- std::formatter<std::filesystem::path>
- Aritmetika se saturací, mimo jiné std::add_sat a std::div_sat